# C'est positif
C'est positif était une émission de télévision française diffusée sur M6 du 29 juin 2009 au 14 août 2009 et présentée par Marie-Ange Casalta.

## Diffusion
C'est positif était diffusée en semaine du lundi au vendredi tous les midis en deux parties, d'abord à 12 h 10 puis à 13 h 5, et encadrait ainsi le journal télévisé de la mi-journée de la rédaction de M6, Le 12:50.

## Principe
Le programme présentait des histoires et des enquêtes qui mettaient en lumière des personnages, expériences, initiatives ou modes de vie, etc.
C'est positif, c'était un regard bienveillant sur le monde qui prouvait que l'actualité n'était pas uniquement composée de drames et de mauvaises nouvelles moroses. 

### Première partie
La première partie était diffusée de 12 h 10 à 12 h 50 et était consacrée au grand reportage et à l'enquête. 

### Deuxième partie
La seconde partie, diffusée de 13 h 5 à 13 h 40, était recentrée sur les préoccupations de la vie quotidienne : art de vivre, société, etc.
Cette partie proposait aussi des conseils culinaires et des portraits de stars.

## Remarques
- L'émission devait à l'origine s'intituler 100 % Positif[1] (à l'instar d'autres émissions de M6 telles que 100 % Mag, 100 % Foot ou 100 % Girondins), puis Certifié positif[2], avant que la chaîne décide finalement de la baptiser C'est positif.

- Certains sujets diffusés étaient déjà passés dans d'autres émissions de M6 comme 100 % Mag ou Bon et à savoir.

- À la suite d'un problème technique, la seconde partie de la dernière émission diffusée le 14 août 2009 a été coupée et la suite n'a jamais été diffusée.

## Arrêt
- L'émission attirait en moyenne 400 000 téléspectateurs lors la première partie (4 % de part de marché) et 700 000 téléspectateurs lors la seconde partie (5,5 % des parts de marché)[3].

- En raison de cette audience trop faible, l'émission est déprogrammée le 14 août 2009[4] et remplacée à compter du 17 août 2009 par la série télévisée Une nounou d'enfer (déjà présente à cette case horaire les mois précédents)[5].